# Monroe megye (Illinois)
Monroe megye az Amerikai Egyesült Államokban, azon belül Illinois államban található. Megyeszékhelye Waterloo. Lakosainak száma 34 962 fő (2020. április 1.). Monroe megye St. Clair, Ste. Genevieve, Randolph, Jefferson és Saint Louis megyékkel határos.

## Népesség
A megye népességének változása:
| Lakosok száma | 33 010 | 33 245 | 33 310 | 33 493 | 33 879 | 34 962 |
|               | 2010   | 2011   | 2012   | 2013   | 2015   | 2020   |